# テイセン・キャンターオプティマ
キャンターオプティマ（Canter Optima ）は、帝国繊維が架装した高規格救急車である。

## 歴史
1994年
発売。
1999年
製造・販売終了。

## 車名の由来
- 「キャンター」は馬術の技の名前の1つで「軽快な小走り」という意味。→歩法 (馬術)#駈歩
- 「オプティマ」はドイツ語で「最善な」という意味。